# الدوري الإكوادوري لكرة القدم 1968
الدوري الإكوادوري لكرة القدم 1968 هو موسم من الدوري الإكوادوري لكرة القدم. فاز فيه سوسيداد ديبورتيفو كيتو.